# Finlands damlandslag i handboll
Finlands damlandslag i handboll representerar Finland i handboll på damsidan. Finland har aldrig vunnit någon stor turnering, och brukar ha svårt med att kvala in.

## Historik
Laget spelade sin första match i september 1947 i Oslo, och förlorade med 1-5 mot Sverige.

### Fotnoter
1. ↑  ”En handbollsresa i tid och rum”. http://www.finnhandball.net/images/pdf/70ar_svenska.pdf. Läst 23 augusti 2011.